# Josia pilarge
Josia pilarge är en fjärilsart som beskrevs av Walker 1854. Josia pilarge ingår i släktet Josia och familjen tandspinnare. Inga underarter finns listade i Catalogue of Life.